# Winter World University Games 2023/Skispringen
Bei den Winter World University Games 2023 wurden fünf Wettkämpfe im Skispringen ausgetragen.

## Bilanz

### Medaillenspiegel
| Platz  | Land       | 00 | 00 | 00 | Gesamt |
| ------ | ---------- | -- | -- | -- | ------ |
| 1      | Polen      | 3  | 1  | 2  | 6      |
| 2      | Österreich | 1  | 1  | 1  | 3      |
| 3      | Kasachstan | 1  | 1  | –  | 2      |
| 4      | Japan      | –  | 2  | 2  | 4      |
| Gesamt | Gesamt     | 5  | 5  | 5  | 15     |

### Medaillengewinner

#### Männer
| Disziplin                | Gold                                      | Silber                               | Bronze                            |
| ------------------------ | ----------------------------------------- | ------------------------------------ | --------------------------------- |
| Normalschanze            | Danil Wassiljew                           | Maximilian Lienher                   | Timon-Pascal Kahofer              |
| Normalschanze Mannschaft | Timon-Pascal Kahofer / Maximilian Lienher | Sergei Tkatschenko / Danil Wassiljew | Sakutarō Kobayashi / Ryusei Ikeda |

#### Frauen
| Disziplin                | Gold                          | Silber                          | Bronze                      |
| ------------------------ | ----------------------------- | ------------------------------- | --------------------------- |
| Normalschanze            | Nicole Konderla               | Machiko Kubota                  | Kinga Rajda                 |
| Normalschanze Mannschaft | Kinga Rajda / Nicole Konderla | Paulina Cieślar / Anna Twardosz | Miki Ikeda / Machiko Kubota |

#### Mixed
| Disziplin                | Gold                          | Silber                        | Bronze                     |
| ------------------------ | ----------------------------- | ----------------------------- | -------------------------- |
| Normalschanze Mannschaft | Nicole Konderla / Adam Niżnik | Machiko Kubota / Ryusei Ikeda | Kinga Rajda / Szymon Jojko |